# Doleck (gmina)
Doleck (od 1953 Kawęczyn Nowy) – dawna gmina wiejska istniejąca do 1953 roku w woj. warszawskim, a następnie w woj. łódzkim. Nazwa gminy pochodzi od wsi Doleck, lecz siedzibą władz gminy był Kawęczyn Dolny / Nowy.
W okresie międzywojennym gmina Doleck należała do powiatu skierniewickiego w woj. warszawskim. 1 kwietnia 1939 roku gminę wraz z całym powiatem skierniewickim przeniesiono do woj. łódzkiego.
Po wojnie gmina zachowała przynależność administracyjną. Według stanu z 1 lipca 1952 roku gmina Doleck składała się z 33 gromad. 21 września 1953 roku jednostka o nazwie gmina Doleck została zniesiona przez przemianowanie na gminę Kawęczyn Nowy.